# Susana Trimarco
Susana Trimarco, née en 1954, est la mère de María de los Ángeles « Marita » Verón, une jeune Argentine de la province de Tucumán qui, selon le témoignage de témoins, a été enlevée et forcée à se prostituer par un réseau d'esclaves sexuels en 2002.

## Biographie
Cette mère a passé des années à la recherche de sa fille Marita enlevée. Faute de l'aide de la police, elle a engagé une enquête personnelle, qui l'a conduite à se faire passer pour une proxénète afin de s'introduire dans des bordels. Elle y a rencontré des prostituées « d'à peine quatorze ans ». 
Menacée de mort à plusieurs reprises, Mme Tirmarco a fondé en 2007 à San Miguel de Tucumán, la capitale de la province du même nom, une association qui a permis la libération de quelque 400 jeunes femmes sexuellement exploitées.
Elle a reçu en 2007 le prix international de la femme de courage.

## Loi contre le trafic humain
La quête inédite de cette mère courage, flanquée de sa petite-fille Micaela, qui avait trois ans quand sa mère a été enlevée, a sensibilisé la société argentine sur le thème de la traite sexuelle, en pleine expansion.
Cette sensibilisation a permis notamment d'aider à la promulgation d'une loi contre le trafic humain en Argentine, ainsi que le sauvetage de centaine de jeunes filles de la prostitution forcée.

## Procès de Tucumán
En février et mars 2012, Trimarco a témoigné au procès de treize personnes au tribunal de San Miguel de Tucumán, dont des policiers, qui ont été accusés d'avoir enlevé Maria de Los Angeles « Marita » Veron, âgée à l'époque de 23 ans, pour la vendre à des trafiquants d'êtres humains. 
Le parquet de Tucumán a requis de douze à vingt-cinq ans de prison ferme. Des dizaines de femmes, victimes d'exploitation sexuelle, ont apporté des témoignages bouleversants, reconnaissant leurs tortionnaires sur le banc des accusés. L'une d'elles a raconté avoir côtoyé Marita Veron, teinte en blonde, dans un bordel fréquenté par des notables de la province de La Rioja, province voisine de Tucumán. 
Tous les accusés ont été acquittés le 12 décembre 2012, provoquant une forte indignation dans le pays. Trois juges ont néanmoins invoqué « un manque de preuves », affirmant avoir agi « en absolue indépendance » et « avoir la conscience tranquille ». Mme Tirmarco a indiqué qu'elle poursuivrait sa lutte jusqu'à obtenir « un nouveau procès avec des juges indépendants de l'argent et de la mafia ». Elle accuse les autorités de Tucumán d'être complices de la traite sexuelle et aussi des mafias de la drogue.

## Trafic d'êtres humains en Argentine
Selon des groupes féministes, environ 600 femmes aujourd'hui sont portées disparues en Argentine, victimes de la traite sexuelle. L'Institut pour le développement et l'étude de politiques publiques avance le chiffre de 60 000 femmes exploitées sexuellement en Argentine, réparties dans 8 000 bordels. Elles viennent en majorité des lointaines provinces du Nord argentin et du Paraguay, mais aussi de Bolivie, du Pérou et de la République dominicaine.
Albert Londres a écrit, en 1927, Le Chemin de Buenos Aires (ou La Traite des Blanches). Par ailleurs, au début du XXe siècle, l'organisation juive polonaise de traite de Blanches, la Zwi Migdal, a vu une centaine de membres être condamnés par la justice en 1930, puis relaxés cinq mois plus tard, en février 1931, en raison de « preuves insuffisantes ».

## Filmographie
Documentaire
- Fragmentos de una Búsqueda (2009) de Pablo Milstein et Norberto Ludín.

Série télévisée
- Vidas robadas (2008), Telefe.